# 西秀記
西 秀記（にし ひでき、1964年3月5日 - ）は、日本の政治家。青森県青森市長（1期）。

## 経歴
青森県青森市出身。実家は計測機器会社の「西衡器製作所」。
青森市立長島小学校、青森市立南中学校、青森県立青森高等学校を経て青山学院大学理工学部卒業。
大学卒業後はエンジニアとして東京都内にて精密機器メーカーに勤務。
1998年に帰郷し、家業の「西衡器製作所」に入社し、家業の発展に尽力しつつ、青年会議所活動や商工会議所の活動に積極的に参画し、青森市の振興発展へ向けた活動も広く展開するようになる。
2000年に「西衡器製作所」代表取締役社長に就任し、2011年に青森商工会議所副会頭に就任した。
自身が支持してきた青森市長の小野寺晃彦が2023年青森県知事選挙に出馬することを受けて、その後継に名乗りを挙げる形で市長選挙への立候補を検討。2023年3月24日に正式に青森市長選挙への立候補を表明した。
2023年6月4日に執行された青森市長選挙では57,062票を獲得し元芸人で会社役員の野崎小三郎ら3候補を破り初当選を果たした。